# 工藤祐継
工藤 祐継（くどう すけつぐ、保安元年（1120年） - 応保2年（1162年））は、平安時代後期の武士。父に工藤祐隆。子に工藤祐経、宇佐美祐茂。工藤滝口祐継。伊東祐継（いとう すけつぐ）、工藤祐次とも。

## 人物
祐継は、祐隆の養子(実際に後妻との間にできた子とも)であり、本来嫡子になる事は無かったが、祐隆の嫡子である伊東祐家の早世なども影響し、伊東荘を与えられ、家督を継いだ。『吾妻鏡』などによると、祐継が没する際、子の祐経が元服した時には、伊東祐親の娘である万劫御前と結婚する事などを約束し、祐親は祐経の後見人となった。しかし、嫡流でない祐経が嫡子となることに密かに不満を持っていた祐親は、祐継の死後に祐経の領地を没収した。曽我物語真名本によれば祐継の享年は43で、その時祐経は9歳だったとされる。